# Ernst Gütschow

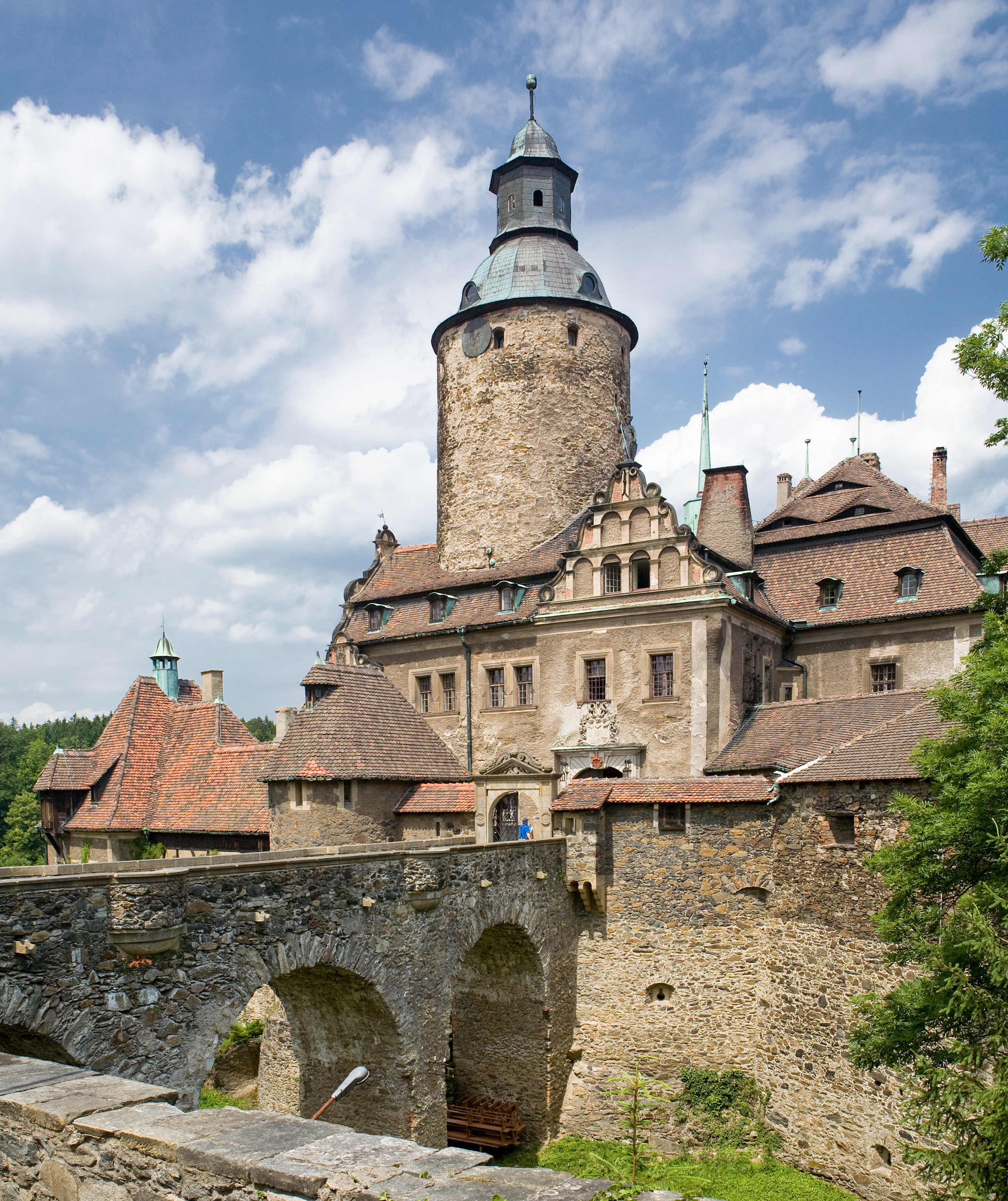
Zamek Czocha

Ernst F. Gütschow (ur. 1869, zm. w marcu 1946 w Bad Wildungen) – niemiecki przedsiębiorca i kolekcjoner, dyrektor generalny zakładów tytoniowych Georg Antona Dresdner Zigarettenfabrik Jasmatzi, właściciel zamku Czocha.
Był synem Dawida Friedricha. Tytułował się baronem, choć tytuł ten kupił, co jednakże nie zmieniało jego statusu. W 1909 roku nabył zamek Czocha za kwotę 1,5 mln marek, za kolejne 4 mln marek wyremontował go w latach 1909–1919. Przebudową kierował berliński architekt Bodo Ebhardt. Zamek został luksusowo wyposażony, Gütschow założył w nim bibliotekę, która liczyła ok. 25 tys. woluminów. Wśród nich były takie „białe kruki” jak wydana w Norymberdze w 1528 roku Vier Bücher von Menschlicher Proportion Albrechta Dürera. Kolekcjonował też dzieła sztuki, broń, wyroby snycerskie, meble i obrazy; zgromadził wiele wyrobów ze złota, w tym insygnia koronacyjne carów.
W 1945 roku wyjechał na zachód Niemiec. Część jego zbiorów bibliofilskich została zabrana w ramach akcji rewindykacyjnych do Wrocławia. Większa część została rozkradziona. Według jednej z hipotez największej kradzieży dopuścił się 1 lutego 1946 roku burmistrz Leśnej Kazimierz Lech, wspólnie z Krystyną von Saurmą – zamkową bibliotekarką, która odkryła zamkowy schowek – wywożąc pełną ciężarówkę mienia zamkowego: insygnia koronacyjne Romanowów, 60 popiersi carów rosyjskich, zastawy porcelanowe, biżuterię, obrazy. 100 ikon zostało zabranych do składnicy rewindykacyjnej w Jeleniej Górze, a stamtąd trafiły do Warszawy.